# KK Zagreb
El Košarkaški Klub Zagreb Croatia Osiguranje, más conocido como KK Zagreb, es un equipo de baloncesto croata con sede en la ciudad de Zagreb, que compite en la A1 Liga, la liga croata, y en la Liga del Adriático. Disputa sus partidos en el Dražen Petrović Basketball Hall, con capacidad para 5400 espectadores. Reciben el apodo de Las hormigas de Trnskog.

## Historia
El club se crea en 1970 bajo el nombre de Siget KK, demnominación que cambiaría en 1976 por el de MCO Novi Zagreb. No fue hasta 1991 cuando llegaron a la denominación actual, KK Zagreb. Su primer título importante fue la Krešimir Ćosić Cup, la competición de Copa de Croacia, en 2008, repitiendo en 2010 y 2011, siendo finalistas en 2006 y 2009.

## Palmarés
- Liga Croata de Baloncesto (1):

2011
- Krešimir Ćosić Cup (3):

2008, 2010, 2011